# Nomenclatura combinada
La nomenclatura combinada (NC) es la nomenclatura de mercancías del sistema aduanero común de la Unión Europea. Fue adoptada el 23 de julio de 1987 por medio del «Reglamento (CEE) nº 2658/87 del Consejo relativo a la nomenclatura arancelaria y estadística y al arancel aduanero común». 
Sirve para fijar el arancel aduanero común (TARIC) y para controlar eficientemente las estadísticas del comercio exterior de la Unión; tanto a nivel comunitario —exportaciones e importaciones entre los países miembros—, como a nivel extracomunitario —comercio exterior de los países miembros con el resto del mundo—.

## Composición
La nomenclatura combinada incluye: 
- la nomenclatura del sistema armonizado;
- las subdivisiones comunitarias de dicha nomenclatura, denominadas «subpartidas NC» cuando se especifiquen los tipos de derechos correspondientes;
- las disposiciones preliminares, las notas complementarias de secciones o de capítulos y las notas a pie de página que se refieran a las subpartidas NC.

### Código
La nomenclatura combinada otorga un código numérico de ocho cifras a cada subpartida o tipo de mercancía. Las seis primeras cifras indican las partidas y subpartidas de la nomenclatura del sistema armonizado. Las dos últimas cifras definen las subpartidas de la nomenclatura combinada. Adicionalmente se agregan dos cifras más, que corresponden al arancel común, el TARIC (en el caso de no especificarse se pondrán dos ceros).
Por ejemplo el código 5102 19 30 corresponde a la mercancía “lana de alpaca, de llama o de vicuña” y se desglosa así:
- Sección XI – materias textiles y sus manufacturas
  - Capítulo 51 – lana y pelo fino u ordinario; hilados y tejidos de crin
    - Partida 5102 – pelo fino u ordinario, sin cardar ni peinar
      - Subpartida 5102 19 – los demás.

## Organización
La nomenclatura combinada está dividida en 22 secciones (en números romanos), las que se dividen en 99 capítulos en total. 
| Núm. | Partida |
| --- | --- |
| Sección I – Animales vivos y productos del Reino animal | |
| 01 | Animales vivos |
| 02 | Carne y despojos comestibles |
| 03 | Pescados y crustáceos, moluscos y demás invertebrados acuáticos |
| 04 | Leche y productos lácteos; huevos de aves; miel natural |
| 05 | Otros productos de origen animal |
| Sección II – Productos del Reino vegetal | |
| 06 | Plantas vivas y productos de la floricultura |
| 07 | Hortalizas, plantas, raíces y tubérculos alimenticios |
| 08 | Frutas y frutos comestibles; cortezas de agrios (cítricos), melones o sandías |
| 09 | Café, té, yerba mate y especias |
| 10 | Cereales |
| 11 | Productos de la molinería; malta; almidón y fécula; inulina; gluten de trigo |
| 12 | Semillas y frutos oleaginosos; semillas y frutos diversos; plantas industriales o medicinales; paja y forraje |
| 13 | Gomas, resinas y demás jugos y extractos vegetales |
| 14 | Materias trenzables y demás productos de origen vegetal |
| Sección III – Grasas y aceites animales o vegetales | |
| 15 | Grasas y aceites animales o vegetales; productos de su desdoblamiento; grasas alimenticias elaboradas; ceras de origen animal o vegetal |
| Sección IV – Productos de la industria alimentaria, bebidas, líquidos alcohólicos y vinagre; tabaco y sucedáneos                                                                                              | |
| 16 | Preparaciones de carne, pescado o de crustáceos, moluscos o demás invertebrados acuáticos |
| 17 | Azúcares y artículos de confitería |
| 18 | Cacao y sus preparaciones |
| 19 | Preparaciones a base de cereales, harina, almidón, fécula o leche; productos de pastelería |
| 20 | Preparaciones de hortalizas, frutas u otros frutos o demás partes de plantas |
| 21 | Preparaciones alimenticias diversas |
| 22 | Bebidas, líquidos alcohólicos y vinagre |
| 23 | Residuos y desperdicios de las industrias alimentarias; alimentos preparados para animales |
| 24 | Tabaco y sucedáneos del tabaco elaborados |
| Sección V – Productos minerales | |
| 25 | Sal; azufre; tierras y piedras; yesos, cales y cementos |
| 26 | Minerales metalíferos, escorias y cenizas |
| 27 | Combustibles minerales, aceites minerales y productos de su destilación; materias bituminosas; ceras minerales |
| Sección VI – Productos de las industrias químicas | |
| 28 | Productos químicos inorgánicos; compuestos inorgánicos u orgánicos de metal precioso, de elementos radiactivos, de metales de las tierras raras o de isótopos |
| 29 | Productos químicos orgánicos |
| 30 | Productos farmacéuticos |
| 31 | Abonos |
| 32 | Extractos curtientes o tintóreos; taninos y sus derivados; pigmentos y demás materias colorantes; pinturas y barnices; mástiques; tintas |
| 33 | Aceites esenciales y resinoides; preparaciones de perfumería, de tocador o de cosmética |
| 34 | Jabón, agentes de superficie orgánicos, preparaciones para lavar, preparaciones lubricantes, ceras artificiales, ceras preparadas, productos de limpieza, velas y artículos similares, pastas para modelar, "ceras para odontología" y preparaciones para odontología a base de yeso fraguable |
| 35 | Materias albuminoideas; productos a base de almidón o de fécula modificados; colas; enzimas |
| 36 | Pólvora y explosivos; artículos de pirotecnia; fósforos (cerillas); aleaciones pirofóricas; materias inflamables |
| 37 | Productos fotográficos o cinematográficos |
| 38 | Productos diversos de las industrias químicas |
| Sección VII – Materias plásticas y sus manufacturas; caucho y sus manufacturas | |
| 39 | Plástico y sus manufacturas |
| 40 | Caucho y sus manufacturas |
| Sección VIII – Cuero, pieles, peletería; artículos de talabartería y marroquinería | |
| 41 | Pieles (excepto la peletería) y cueros |
| 42 | Manufacturas de cuero; artículos de talabartería o guarnicionería; artículos de viaje, bolsos de mano (carteras) y continentes similares; manufacturas de tripa |
| 43 | Peletería y confecciones de peletería; peletería facticia o artificial |
| Sección IX – Madera y sus manufacturas, corcho, carbón vegetal, manufacturas de espartería o la cestería | |
| 44 | Madera, carbón vegetal y manufacturas de madera |
| 45 | Corcho y sus manufacturas |
| 46 | Manufacturas de espartería o cestería |
| Sección X – Pasta de madera, papel y cartón | |
| 47 | Pasta de madera o de las demás materias fibrosas celulósicas; papel o cartón para reciclar (desperdicios y desechos) |
| 48 | Papel y cartón; manufacturas de pasta de celulosa, de papel o cartón |
| 49 | Productos editoriales, de la prensa y de las demás industrias gráficas; textos manuscritos o mecanografiados y planos |
| Sección XI – Materias textiles y sus manufacturas | |
| 50 | Seda |
| 51 | Lana y pelo fino u ordinario; hilados y tejidos de crin |
| 52 | Algodón |
| 53 | Las demás fibras textiles vegetales; hilados de papel y tejidos de hilados de papel |
| 54 | Filamentos sintéticos o artificiales |
| 55 | Fibras sintéticas o artificiales discontinuas |
| 56 | Guata, fieltro y tela sin tejer; hilados especiales; cordeles, cuerdas y cordajes; artículos de cordelería |
| 57 | Alfombras y demás revestimientos para el suelo, de materia textil |
| 58 | Tejidos especiales; superficies textiles con mechón insertado; encajes; tapicería; pasamanería; bordados |
| 59 | Telas impregnadas, recubiertas, revestidas o estratificadas; artículos técnicos de materia textil |
| 60 | Tejidos de punto |
| 61 | Prendas y complementos (accesorios), de vestir, de punto |
| 62 | Prendas y complementos (accesorios), de vestir, excepto los de punto |
| 63 | Los demás artículos textiles confeccionados; juegos; prendería y trapos |
| Sección XII – Calzado, sombrerería, paraguas, bastones, plumas, flores artificiales | |
| 64 | Calzado, polainas y artículos anlogos; partes de estos artículos |
| 65 | Sombreros, demás tocados, y sus partes |
| 66 | Paraguas, sombrillas, quitasoles, bastones, bastones asiento, látigos, fustas, y sus partes |
| 67 | Plumas y plumón preparados y artículos de plumas o plumón; flores artificiales; manufacturas de cabello |
| Sección XIII – Manufacturas de piedra, yeso, cemento, amianto, mica, productos cerámicos y vidrio | |
| 68 | Manufacturas de piedra, yeso fraguable, cemento, amianto (asbesto), mica o materias análogas |
| 69 | Productos cerámicos |
| 70 | Vidrio y sus manufacturas |
| Sección XIV – Perlas finas, piedras preciosas, metales preciosos, chapados y sus manufacturas; bisutería; monedas                                                                                             | |
| 71 | Perlas finas (naturales) o cultivadas, piedras preciosas o semipreciosas, metales preciosos, chapados de metal precioso (plaqué) y manufacturas de estas materias; bisutería; monedas |
| Sección XV – Metales comunes y sus manufacturas | |
| 72 | Fundición, hierro y acero |
| 73 | Manufacturas de fundición, de hierro o acero |
| 74 | Cobre y sus manufacturas |
| 75 | Níquel y sus manufacturas |
| 76 | Aluminio y sus manufacturas |
| 77* | — |
| 78 | Plomo y sus manufacturas |
| 79 | Cinc y sus manufacturas |
| 80 | Estaño y sus manufacturas |
| 81 | Los demás metales comunes; cermets; manufacturas de estas materias |
| 82 | Herramientas y útiles, artículos de cuchillería y cubiertos de mesa, de metal común; partes de estos artículos, de metal común |
| 83 | Manufacturas diversas de metal común |
| Sección XVI – Máquinas y aparatos, material eléctrico y sus partes; aparatos para la grabación o la reproducción de sonido, para la reproducción de imágenes y sonido en televisión y sus partes y accesorios | |
| 84 | Reactores nucleares, calderas, máquinas, aparatos y artefactos mecánicos; partes de estas máquinas o aparatos |
| 85 | Máquinas, aparatos y material eléctrico, y sus partes; aparatos de grabación o reproducción de sonido, aparatos de grabación o reproducción de imagen y sonido en televisión, y las partes y accesorios de estos aparatos                                                                      |
| Sección XVII – Material de transporte | |
| 86 | Vehículos y material para vías férreas o similares, y sus partes; aparatos mecánicos, incluso electromecánicos, de señalización para vías de comunicación |
| 87 | Vehículos automóviles, tractores, velocípedos y demás vehículos terrestres, sus partes y accesorios |
| 88 | Aeronaves, vehículos espaciales, y sus partes |
| 89 | Barcos y demás artefactos flotantes |
| Sección XVIII – Instrumentos y aparatos de óptica, fotografía o cinematografía, de medida, control o precisión; instrumentos y aparatos medicoquirúrgicos; de relojería; instrumentos musicales               | |
| 90 | Instrumentos y aparatos de óptica, fotografía o cinematografía, de medida, control o precisión; instrumentos y aparatos medicoquirúrgicos; partes y accesorios de estos instrumentos o aparatos                                                                                                |
| 91 | Aparatos de relojería y sus partes |
| 92 | Instrumentos musicales; sus partes y accesorios |
| Sección XIX – Armas, municiones y sus accesorios | |
| 93 | Armas, municiones, y sus partes y accesorios |
| Sección XX – Mercancías y productos diversos (muebles, juguetes, anuncios y letreros) | |
| 94 | Muebles; mobiliario medicoquirúrgico; artículos de cama y similares; aparatos de alumbrado no expresados ni comprendidos en otra parte; anuncios, letreros y placas indicadoras luminosos y artículos similares; construcciones prefabricadas                                                  |
| 95 | Juguetes, juegos y artículos para recreo o deporte; sus partes y accesorios |
| 96 | Manufacturas diversas |
| Sección XXI – Objetos de arte o colección y antigüedades | |
| 97 | Objetos de arte o colección y antigüedades |
| Sección XXII – Conjuntos industriales y de otros productos | |
| 98 | Conjuntos industriales completos |
| 99 | Conjuntos y composiciones diversos |

- (*) - Partida reservada para una futura ampliación.